# Xylodiplosis sissua
Xylodiplosis sissua är en tvåvingeart som beskrevs av Grover 1979. Xylodiplosis sissua ingår i släktet Xylodiplosis och familjen gallmyggor. Inga underarter finns listade i Catalogue of Life.